# San Cayetano (ort i Colombia, Norte de Santander, lat 7,88, long -72,62)
San Cayetano är en ort i Colombia.   Den ligger i departementet Norte de Santander, i den norra delen av landet, 400 km norr om huvudstaden Bogotá. San Cayetano ligger 240 meter över havet och antalet invånare är 1 430.
Terrängen runt San Cayetano är varierad. Runt San Cayetano är det tätbefolkat, med 442 invånare per kvadratkilometer. Närmaste större samhälle är Cúcuta, 12,9 km öster om San Cayetano. Omgivningarna runt San Cayetano är en mosaik av jordbruksmark och naturlig växtlighet.